# Pontcanna
Pontcanna är en community i Cardiff i Wales. Pontcanna är beläget 1,8 km 
från Cardiffs centrum. Pontcanna community bildades 1 december 2016 genom en utbrytning från Riverside community.